# Голый Мыс (микрорайон)
Голый Мыс — микрорайон (внутригородской посёлок) в Свердловском районе города Перми Пермского края России.

## Название
Название деревни Голый Мыс произошло от протекающей по территории микрорайона реки Голомыски.

## География
Микрорайон расположено северо-западнее Новобродовского, на границе города и Мартьяново), на Бродовском тракте. В Голом Мысу протекают две реки: Голомыска и Мось.

### Улицы
Многие названия улиц в микрорайоне имеют «двойники» в самом городе.
Промысловая улица (главная), 1-я Полевая улица, 2-я Полевая улица, Межевая улица, Лесная улица (двойник), Молодёжная улица (двойник), Больничная улица, Рабочая улица (двойник), Клубная улица, Школьная улица (двойник), Ключевая улица (двойник), Уктусская улица, Апрельская улица.

## История
Первые постройки на территории деревни появились в 1852 году. Первые дома были построены по берегу Голомыски (Школьная улица). Активное развитие села началось при обнаружении в нём нефти. Позже появились школа, медицинский пункт и протянулись автобусные маршруты (5, 25, 485).
В 1991 году вошло в состав Перми.

## Инфраструктура
В микрорайоне есть лыжная база «Звезда». Три минерально-сырьевых предприятия: «Пермгеолнеруд», «Генезис», «Нефтепромсервис».